# Hahn Air
Hahn Air is een luchtvaartmaatschappij met een basis op luchthaven Frankfurt-Hahn, gelegen in de buurt van de plaatsen Simmern en Kirchberg in Duitsland. Het bedrijf beheert tevens een vliegschool. De luchtvaartmaatschappij is ontstaan op 1 januari 1994 als SAL Airlines en is geherstructureerd in 2000. Later adopteerde het de naam Hahn Air en vervolgens Südwestflug, om de naamswijziging terug te draaien tot Hahn Air in 2002.

## Codes
- IATA: HR
- ICAO: HHN
- Roepletter: Rooster

## Vloot
De vloot van Hahn Air bestaat uit 1 Cessna Citation Jet 4 (januari 2013).